# Gottlieb Ignaz von Ezdorf

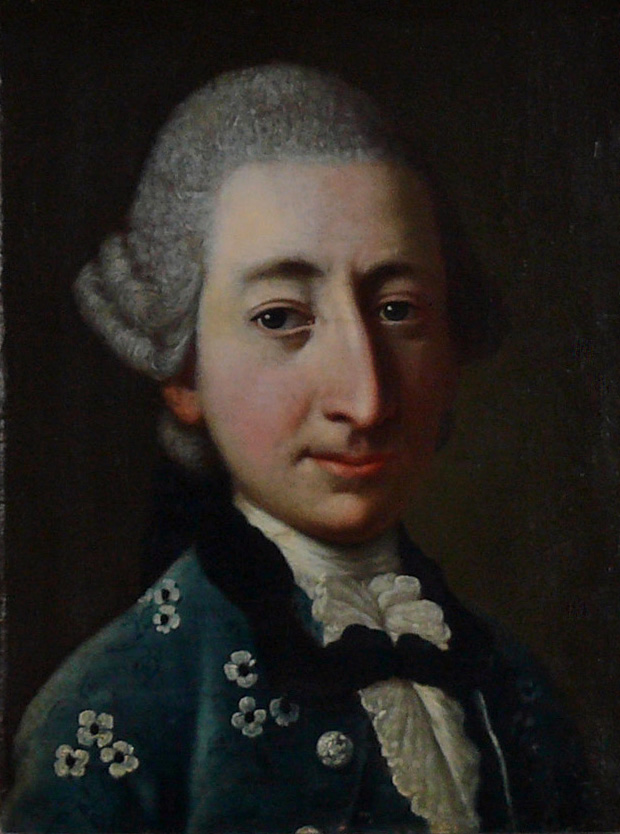
Gottlieb Ignaz von Etzdorf

Gottlieb Ignaz von Ezdorf (Gottlieb Ignaz Graf von Ezdorf; * 31. Juli 1743 in Landshut; † 31. Januar 1806 in Stuttgart) war ein deutscher Geheimrat, Kämmerer und Schriftsteller. Der Name wird in der Literatur und verschiedenen Quellen auch als Etzdorf angegeben, als zweiter Vorname erscheint gelegentlich auch Marquardt.

## Leben
Gottlieb Ignaz Freiherr von Ezdorf wurde 1743 in Landshut als Sohn des Franz Xavier Freiherrn von Ezdorf (gestorben 6. Juni 1772) und seiner Ehefrau Maria Theresia geborener Reichsgräfin von Lamberg (gestorben 26. April 1776) geboren. Sein Vater war Vizedom zu Landshut (1757–1772) und der Bauherr des in der Ländgasse im alten Stadtkern von Landshut gelegenen Etzdorf-Palais (um 1745).
Gottlieb Ignaz hatte zwei Brüder: Maria Joseph Johann (1733–1803) und Ludwig Adam (1739–1814). Verheiratet war er ab 1771 mit Magdalena Freiin von Welden. Aus dieser Ehe stammen sechs Kinder: Maria Johanna Philippine (1773–1854), Joseph Anselm Ignaz (1775–1829), Maria Sigmund Franz von Sales (1778–1837), Franz Wilhelm Gangolph Johann Baptist (1782–1874), Maria Carolina Crescentia Walburga (1784–1839) und Maria Anna Febronia Antonia (1787–1864).
Von Ezdorf studierte in Ingolstadt und München. Seit 1770 lebte er in Ellwangen, seit 1771 als Vizedom der Fürstpropstei. Im bayerischen Hof- und Staatskalender für 1781 erscheint er als der „hochwohlgebohrne Hr. Gottlieb Freyherr von Ezdorf, auf Essenbach, Dornwang, Salhof, Hunds- und Geratspaint“, Großkreuzherr des hochadeligen Ritterordens St. Michael, kurfürstlicher Kämmerer und Regierungsrat zu Straubing, kurmainzischer wirklicher Geheimer Rat, fürstlich ellwangischer Vizedom und Mitglied der kurfürstlichen Akademie der Wissenschaften in München.
Am 19. August 1790 wurde er in den Reichsgrafenstand erhoben. 1775 wurde er als Ehrenmitglied in die Bayerische Akademie der Wissenschaften aufgenommen. 1791 erhielt er von Bayern die Würde eines Hofpfalzgrafen. 1795 wurde er auch kaiserlicher Geheimer Rat. Nach dem Übergang Ellwangens an Württemberg behielt Ezdorf die Würde eines Geheimen Rats und wurde zum württembergischen Oberküchenmeister ernannt.
Er verfasste Reisebeschreibungen und eine Vielzahl weiterer Schriften, die im Druck erschienen. Auch als Librettist lässt er sich nachweisen. Wenn bedrängt die Menschheit jaget, vertont von Johann Baptist Lasser (1751–1805), ist ein Gedicht zum Geburtstag der Herzogin Maria Josepha Amalia von Zweibrücken. Handschriftlich überliefert sind eine Beschreibung der Fürstpropstei Ellwangen von 1786 (und später) und eine als Etzdorfsche Chronik bekannte Überarbeitung dieses Werks aus dem Jahr 1803.

## Werke (Auswahl)
- Statistische Tabellen von Europa. 1793
- Ueber den Verfall der Religion und der Sitten. 1796
- Reißen durch einige Gegenden von Schwaben und Franken. Den Freunden der Wahrheit gewidmet. Frankfurt/Leipzig 1794
- Grundriß einer statistischen Kunde von Alt-Württemberg. 1805